# Deselvana excavata
Deselvana excavata är en insektsart som först beskrevs av Le Peletier et Serville 1825.  Deselvana excavata ingår i släktet Deselvana och familjen dvärgstritar. Inga underarter finns listade i Catalogue of Life.